# Tonndorfbach
Der Tonndorfbach ist ein etwa zwölf Kilometer langer Nebenfluss der Ilm im Weimarer Land in Mittelthüringen. 
Der Tonndorfbach entwässert den westlichen Teil des Tannrodaer Waldlands und entspringt am östlichen Ortsrand des Klettbacher Ortsteils Schellroda bei Erfurt.
Südöstlich von Klettbach formt der Tonndorfbach ein etwa 100 Meter tiefes Durchbruchstal zwischen dem 470 Meter hohen Eichberg im Westen und dem 483 Meter hohen Quingerberg im Osten. Dieses Durchbruchstal wurde auch von der alten Handelsstraße von Erfurt nach Böhmen genutzt. Heute verläuft in diesem Bereich die Landesstraße L 1052 nach Kranichfeld.
Am Ende des Tals liegt Nauendorf, weiter in südöstlicher Richtung folgt am Bach Tonndorf. Hier beginnt der Münchner Grund, den der Tonndorfbach im Folgenden durchfließt, ehe er im Ortsteil München von Bad Berka von links in die Ilm einmündet.
Die Namensherkunft ist nicht geklärt. Der Bach ist jedoch nach dem durchflossenen Tonndorf benannt.